# Brunia
Brunia es un género  de plantas perteneciente a la familia Bruniaceae.   Comprende 77 especies descritas y de estas, solo 7 aceptadas.

## Taxonomía
El género fue descrito por Jean Baptiste Lamarck y publicado en Encyclopédie Méthodique, Botanique 1(2): 474. 1785. La especie tipo es: Brunia paleacea P.J. Bergius. 
Etimología
Brunia: nombre genérico que fue nombrado en 1785 por el botánico francés Jean Baptiste Lamarck, pero se desconoce, en honor de quien: probablemente sea en honor del  médico inglés y coleccionista de plantas  de finales del siglo XVII, Alexander Karl Heinrich Braun, o en honor del holandés viajero, artista , farmacéutico y coleccionista de plantas Cornelis de Bruijn, (1652 - 1727), que visitó  Oriente Medio, Rusia, Persia, Indonesia y muchos otros países.

## Especies aceptadas
A continuación se brinda un listado de las especies del género Brunia aceptadas hasta octubre de 2013, ordenadas alfabéticamente. Para cada una se indica el nombre binomial seguido del autor, abreviado según las convenciones y usos.
- Brunia albifora Phillips
- Brunia alopecuroides Thunb.
- Brunia laevis Thunb.
- Brunia macrocephala Willd.
- Brunia neglecta Schltr.
- Brunia noduliflora Goldblatt & J.C.Manning
- Brunia stokoei Phillips